# In the Region of Ice
In the Region of Ice é um filme de drama em curta-metragem estadunidense de 1976 dirigido e escrito por Peter Werner. Venceu o Oscar de melhor curta-metragem em live action na edição de 1977.

## Elenco
- Fionnula Flanagan - Irmã
- Peter Lampert